# Cottus bairdii
Cottus bairdii är en fiskart som beskrevs av Girard, 1850. Cottus bairdii ingår i släktet Cottus och familjen simpor. Inga underarter finns listade i Catalogue of Life.